# Moschea di Balaban Ağa
La moschea di Balaban Ağa (nome completo in turco Balaban Ağa Mescidi, dove mescit è il termine turco per una piccola moschea) era una moschea di Istanbul, in Turchia, ricavata da un edificio bizantino. Il suo utilizzo durante l'età bizantina non è chiaro. Il piccolo edificio - abbattuto nel 1930 per aprire una nuova strada - era un esempio minore di architettura del primo periodo bizantino di Costantinopoli.

## Ubicazione
La struttura si trovava a Istanbul, nel distretto di Fatih, nella mahalle di Balaban Ağa, nel mezzo dell'odierna Harikzadeler Sokak, la strada la cui apertura ha causato la demolizione dell'edificio. L'edificio si trova tra la moschea Laleli e la strada che va dalla moschea di Bayezid II alla Porta di Edirne.

## Storia
Non si sa nulla della storia di questo piccolo edificio a pianta circolare, eretto tra il V e il VI secolo, durante il primo periodo bizantino. Secondo alcuni studiosi potrebbe essere stato un luogo di sepoltura, mentre altri pensano che fosse la biblioteca di un monastero. Nel XIII secolo fu eretta una stanza sepolcrale quasi quadrata, rendendo certo l'uso dell'edificio come mausoleo nel periodo paleologo.
Poco dopo la caduta di Costantinopoli in mano agli ottomani nel 1453, sotto Bayezid II, l'edificio fu trasformato in una moschea dal Sekbanbaşı - cioè, capo (in turco: Ağa) dei giannizzeri - Balaban Ağa bin Abdullah. La fondazione corrispondente (in turco: vakıf) fu stabilita nel 1483. La moschea si trovava nel quartiere chiamato Eski Odalar (caserme vecchie) così chiamate perché ivi alloggiavano i giannizzeri, e fu ripetutamente colpito dagli incendi che devastarono il quartiere nel 1660, 1693 e 1718. Durante il grande incendio del 1782 l'edificio bruciò parzialmente e fu successivamente restaurato cambiando la sua pianta. L'incendio del 1911 danneggiò gravemente l'edificio, che nel 1930 fu demolito dopo una breve indagine del dipartimento dei musei, poiché si trovava nel bel mezzo del tracciato di una nuova strada pianificata.

## Descrizione
L'edificio aveva originariamente una pianta rotonda con un diametro esterno di 11,2 m, ed era forse sormontato da una cupola. Sul lato sud c'era un'abside rettangolare. L'interno era esagonale, e ogni lato era adornato da una nicchia rettangolare. I rilievi condotti prima della demolizione hanno rivelato aperture di finestre nella fondamenta (fatte di macerie) che fanno supporre la presenza di una cripta anche durante la prima fase dell'edificio. La struttura sopra terra fu realizzata con pietre da taglio alternate a mattoni di argilla.
La camera funeraria dell'età paleologa, misurante 2,9 m x 3,17 m, era coperta da una cupola piatta. Durante la conversione in moschea, il vecchio ingresso fu chiuso con un muro a causa dell'erezione del minareto e fu aperto un nuovo ingresso sul lato nord-ovest. Nell'ultima fase della sua vita l'edificio aveva un tetto in legno e conservava la sua pianta esagonale interna, con una rientranza profondamente arcuata su ciascun lato: cinque di questi avevano una finestra e uno la porta d'ingresso. All'esterno dell'edificio erano visibili quattro lati alternati, due curvi con due finestre ciascuno e due con campate sporgenti recanti rispettivamente una finestra e la porta d'ingresso. Davanti all'edificio gli Ottomani eressero un portico. Durante la demolizione nel 1930 si potevano ancora osservare tracce di dipinti risalenti al periodo paleologo. In quell'occasione alcuni elementi architettonici furono smantellati e da allora sono stati conservati nel Museo Archeologico di Istanbul.